# Masayuki Akehi
Masayuki Akehi (明比正行?, Akehi Masayuki; Ehime, 17 marzo 1937) è un regista giapponese di anime.

## Carriera
Inizia a lavorare per la Toei Doga all'inizio degli anni sessanta, per la quale dirige serie come Ryu il ragazzo delle caverne, Galaxy Express 999 e Uomo Tigre II, oltre che vari anime robotici della Dynamic Planning come Grande Mazinga, UFO Robot Goldrake e Jeeg robot d'acciaio. Il suo debutto come regista cinematografico è avvenuto nel 1980 con Cyborg 009: La leggenda della supergalassia, lungometraggio ispirato al manga Cyborg 009 di Shōtarō Ishinomori.

## Filmografia

### Regista

#### Lungometraggi
- Cyborg 009: La leggenda della supergalassia (1980)
- Lupin tai Holmes (1981)
- Millennia, la regina dei mille anni (1982)
- Due anni di vacanza (1982)
- I Cavalieri dello zodiaco: L'ultima battaglia (1989)

#### Cortometraggi
- Il Grande Mazinga contro Getta Robot G (1975)
- Il Grande Mazinga contro Getta Robot (1975)
- Jack e la pianta di fagiolo (1975)
- Il Grande Mazinga, Getta Robot G, UFO Robot Goldrake contro il Dragosauro (1976)
- Tatakae! Râmenman: Kurayami o ute!! (1988)

#### Serie televisive
- Sally la maga (6 episodi, 1967-1978)
- Lo specchio magico (episodio 6, 1969)
- Hela Supergirl (episodio 5, 1971)
- Devilman (1972)
- La maga Chappy (3 episodi, 1972)
- Cybernella (5 episodi, 1973-1974)
- Il Grande Mazinger (1974)
- Jeeg robot d'acciaio (alcuni episodi, 1975)
- Capitan Harlock (7 episodi, 1978)
- Ginga: Nagareboshi Gin (episodi 16 e 19, 1986)
- Ken il guerriero (7 episodi, 1986)
- Ken il guerriero 2 (episodio 11, 1987)
- I Cavalieri dello zodiaco (9 episodi, 1987)
- Akuma-kun (4 episodi, 1989-1990)
- Getter Robot Go (9 episodi, 1991-1992)

#### OAV
- Slam Dunk: L'ardente estate di Rukawa e Hanamichi! (1995)